# Герб Павлограда
Герб Павлогра́да — один з офіційних символів міста Павлоград Дніпропетровської області.

## Опис
Герб являє собою геральдичний щит іспанської форми.
Щит скошений зліва срібним перев'язом: у верхньому золотому, на якому зображені дві сині перехрещені стріли вістрями вгору, над якими знаходиться семипроменева червона зірка, і нижнє — у нижньому зеленому срібний кінь.
Щит накладений на декоративний картуш із датою заснування міста 1784 внизу, увінчаний срібною мурованою міською короною. Під картушем покладені навхрест кирка та молот, обвиті зеленою стрічкою з золотою облямівкою та срібним написом «Павлоград».

## Значення
Декларується наслідування основних фігур та кольорів герба 1811 року.
Додані стріли із зіркою (надто малі на малюнку герба) нагадують про козацьке минуле із зазначенням в документі про територіальну належність до Самарської паланки. Але про це мав би скоріше нагадувати ïï геральдичний символ кінь. Але коню, що в старому гербі вказував на розвиток кіннозаводської справи, в офіційному обґрунтуванні герба надано не історичне, а алегоричне тлумачення: надійність, сила і працелюбність. Срібним кінь зроблений задля додержання геральдичного правила «метал на емаль».
Срібний перев'яз нині символізує лише річку Вовчу.

## Статут
Затверджений разом з міським прапором рішенням Павлоградської міської ради N° 301-17/V 10 квітня 2007 року. Розроблений «Агенцією сучасної реклами» (Павлоград).
Щит, із зображеними на ньому фігурами, баштова корона, кирка, молот та зелена стрічка склали головний герб міста.
Герб міста може розташовуватися на архітектурних спорудах і використовуватися у святкових оформленнях, при виготовленні друкованої та рекламно-сувенірної продукції, зображатися на бланках ділових паперів органів міської влади, підприємств, закладів, організацій (відповідно до переліку, затвердженого рішенням виконавчого комітету міської ради).

## Історія

### Герб російського періоду
Перший герб Павлограда було затверджено 29 липня 1811 року. За своєю композицією та емблематикою він нагадував створений того ж часу герб повітового міста Верхньодніпровська.
Герб був перетятий навпіл на верхньому золотому полі пасеться кінь, у нижньому зеленому полі знаходиться срібний перев'яз.
Золотий колір символізує природні багатства місцевості, зелений — достаток у його господарстві, срібна стрічка вказує на велику кількість кінських заводів, лук та вод у регіоні.

### Проєкт Бориса Кене
У 1862 році Борисом Кене було розроблено новий проєкт герба міста, що, втім ніколи не був затверджений.
Цей варіант герба являв собою щит золотого кольору, перетятий по діагоналі лазуровою перев'яззю, в якому знаходилося чорне зображення чорного здибленого коня з червоними очима, копитами і язиком. У вільній частині герба знаходилось зображення герба Катеринославської губернії. Передбачалося також, що щит буде обрамлений колоссям, перев'язаним Олександрівською стрічкою, та увінчано срібною міською короною з трьома вежами.

### Радянський герб
Проєкт герба було затверджено 26 вересня 1979 року рішенням Павлоградської міської Ради депутатів.
Герб являв собою червоно-чорний щит. У верхньому червоному полі був розташований напис «Павлоград». По середині чорного поля було розташоване стилізоване зображення шахт (символізує вугільну промисловість) й шестерні (машинобудування) світло-жовтого кольору.
Блакитна смуга знизу й хвилясті стрічки позначали річки, що течуть містом: Самара, Вовча, Гніздка. Посередині стрічки розташоване зображення вічного вогню — символу революційних, бойових і трудових традицій міста.

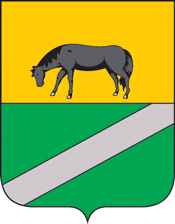
Герб Російського періоду (1811)
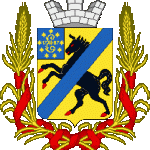
Проект Б. Кене
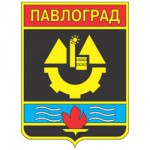
Герб радянського періоду